# Duncan II
Duncan II (ok. 1060 - 12 listopada 1094) – król Szkocji.
Urodzony około 1060 roku jako syn króla Malcolma III i jego pierwszej żony. Przez pewien czas pozostawał zakładnikiem w Anglii. Po śmierci Malcolma w roku 1093, tron Szkocji przejął wuj Duncana - Donald III. W tym samym roku Duncan powrócił z Anglii i z poparciem Anglików i Normanów odzyskał tron. Władał rok, aż do swojej śmierci 12 listopada 1094, gdy zginął w bitwie pod Monthechin (Kincardineshire, Szkocja).